# Albatros C.X
L'Albatros C.X (designazione aziendale L 25) era un monomotore biplano da ricognizione sviluppato dall'allora azienda tedesco imperiale Albatros Flugzeugwerke GmbH negli anni dieci del XX secolo e prodotto da diverse aziende aeronautiche tra cui la Ostdeutsche Albatros Werke, filiale con sede a Schneidemühl.
Basato sul precedente C.VII, venne introdotto nel 1917 come equipaggiamento dei reparti da ricognizione della Luftstreitkräfte, la componente aerea del Deutsches Heer (l'esercito imperiale tedesco) e utilizzato durante la seconda parte della prima guerra mondiale.

## Storia del progetto
Appena resi disponibili i Mercedes D.IVa, dei 6 cilindri in linea in grado di sviluppare una potenza nominale pari a 260 CV (191 kW), l'Albatros sviluppò un nuovo modello che pur mantenendo l'aspetto generale del suo predecessore, risultava essere una versione leggermente ingrandita, con un irrobustimento della cellula necessario per gestire la maggior potenza disponibile ed introducendo nuovi particolari, come una nuova velatura. La commissione esaminatrice dell'Idflieg ne approvò l'avvio alla produzione in serie con la designazione ufficiale C.X.

## Impiego operativo
Gli Albatros C.X cominciarono ad essere consegnati ai reparti nell'ottobre 1917 venendo impiegati sul fronte occidentale, principalmente in missioni di osservazione della precisione del tiro in collaborazione con i reparti di artiglieria e come bombardiere leggero ed attacco al suolo, fino al termine del conflitto.
In seguito alle restrizioni imposte dal Trattato di Versailles, l'intera flotta di velivoli militari tedeschi venne in parte distrutta ed in parte requisita ed assegnata alle nazioni vincitrici come parte del risarcimento dei danni subiti.
La polacca Siły Powietrzne acquisì alcuni esemplari utilizzati durante la guerra sovietico-polacca del 1919-1920.

## Utilizzatori
Germania
- Luftstreitkräfte

 Polonia
- Siły Powietrzne